# ロデオ (コープランド)
『ロデオ』（英語：Rodeo）は、アメリカ合衆国の作曲家アーロン・コープランドが1942年に作曲したバレエ音楽、およびバレエ音楽から抜粋した管弦楽組曲。バレエは2幕からなり、『バーント牧場での求愛』（The Courting at Burnt Ranch）の副題があった。

## 概要
バレエ・リュス・ド・モンテカルロ（モンテカルロ・ロシアバレエ団）の委嘱により1942年6月に作曲され、同年9月にオーケストレーションが完了した。当初は弦楽オーケストラのために構想されたが、後に通常のオーケストラ用に変更された。バレエの初演は1942年10月16日、ニューヨークのメトロポリタン歌劇場において、アグネス・デ＝ミル（Agnes de mille）の振り付け・主演、フランツ・アラースの指揮によって行われ成功を収めた。

## 演奏会用組曲
コープランドは、このバレエ音楽を元に、『ロデオより4つのダンスのエピソード』」（Four Dance Episodes from Rodeo ）と題された演奏会組曲を作った。これは以下の4曲から構成されている。
1. カウボーイの休日（Buckaroo Holiday）
2. 畜舎の夜想曲（Corral Nocturne）
3. 土曜の夜のワルツ（Saturday Night Waltz）
4. ホーダウン（Hoe-Down）

1943年5月28日に、アーサー・フィードラー指揮、ボストン・ポップス・オーケストラによって3曲が抜粋初演され、翌6月にアレクサンダー・スモーレンス（Alexander Smallens）指揮、ニューヨーク・フィルハーモニー管弦楽団の野外演奏会（Stadium concert）において組曲全曲が初演された。

### 楽器編成
- フルート3（第2、第3奏者はピッコロ持ち替え）
- オーボエ2
- コーラングレ1
- クラリネット（B♭管）2
- バスクラリネット1
- ファゴット2
- ホルン4
- トランペット（B♭管）3
- トロンボーン3
- チューバ1
- ティンパニ
- 打楽器（グロッケンシュピール、シロフォン、シンバル、トライアングル、ウッドブロック、むち、バスドラム、スネアドラム）
- ハープ1
- チェレスタ1
- ピアノ1
- 弦五部

### ホーダウン
- 終曲の《ホーダウン》は、アメリカ民謡の『ナポレオンの退却』（Bonaparte's Retreat ）に基づいている。
- 1946年にコープランドは、この部分のみを弦楽合奏用に編曲し、新たにバレエ音楽として独立させたほか、後年にはヴァイオリン用のアンコール・ピースとしても編曲している。
- 1972年にイギリスのロックバンドのエマーソン・レイク・アンド・パーマーが、ロック風のアレンジで演奏し、アルバム『トリロジー』に収録している。
- 全米畜産業者牛肉連盟（National Cattlemen's Beef Association）の国内テレビコマーシャル "Beef: It's what's for dinner"（1990年代〜）に利用され、アメリカ国内で有名になった。
- ユニバーサル・スタジオ・ジャパン内に2006年まであった「アニマル・アクターズ・ステージ」のショー中の音楽として使われていた。